# Стадион Акрон
Стадион Акрон (шп. Estadio Akron) налази се у Запопану, у мексичкој савезној држави Халиско. Стадион Акрон је вишенаменски стадион који се користи углавном за фудбалске утакмице, а има капацитет од 48.071 места. Изградња је започела у фебруару 2004. године, али је због финансијких проблема и других проблема завршетак стадиона одложен за неколико година, те је отворен 2010. године. Данас се користи као стадион фудбалског клуба Гвадалахара.
Стадион је био први пут био домаћин неког велико међународног догађаја 2010. године када је на њему одржана прва утакмица финала Копа либертадореса, а био је и домаћин свечаности отварања и затварања Панамеричких игара 2011. године. Вештачка трава стадиона изазвао је велике контроверзе и критике многих угледних играча, а у мају 2012. године најављено је да ће стадион заменити вештачку траву природном травон.